# Margarete Schlegel

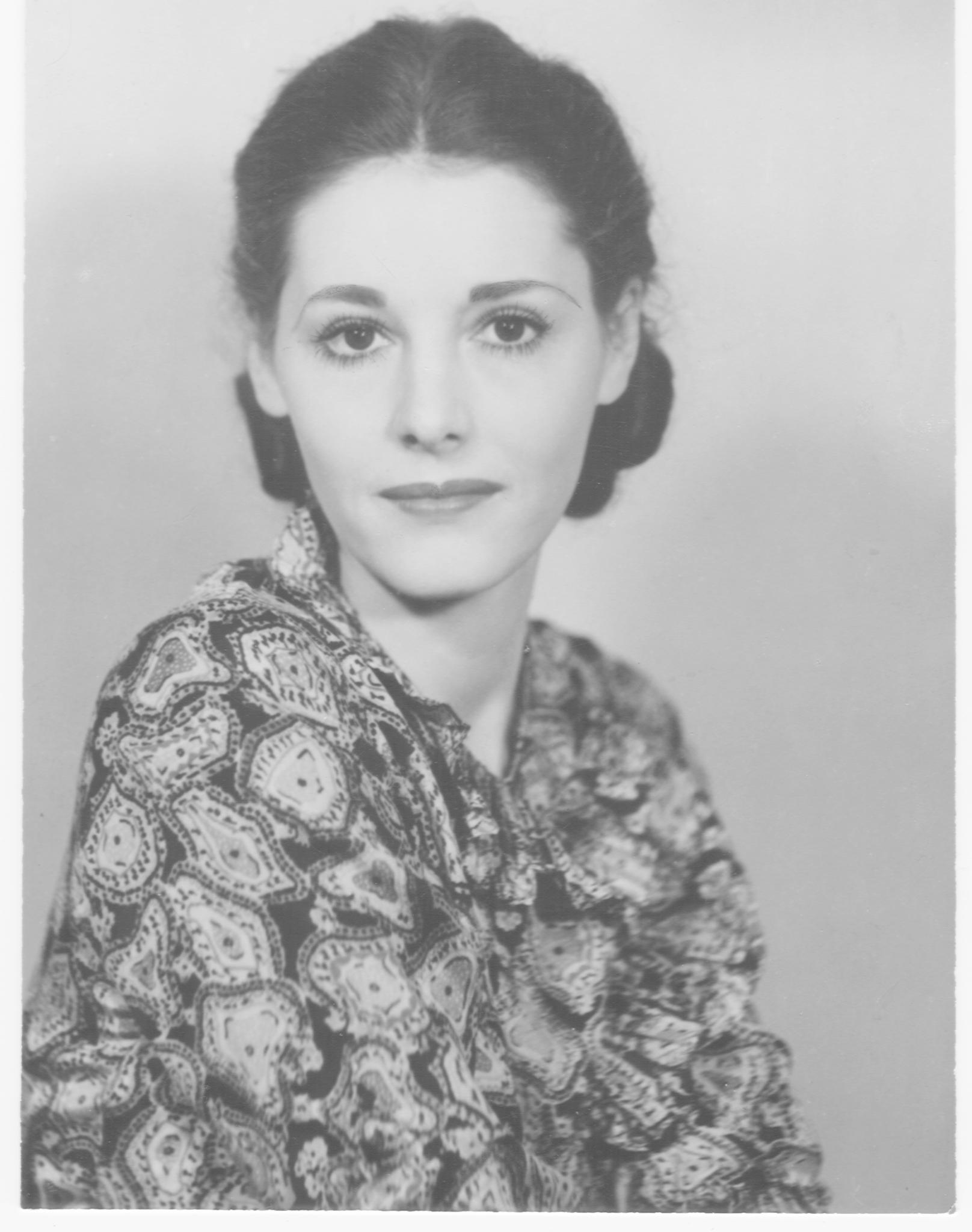
Margarete Schlegel, German actress and singer, London 1946. Photographer unknown.

Margarete Schlegel (31 de dezembro de 1899 – 1987) foi uma atriz alemã. Atuou em filmes mudos entre 1919 e 1932.

## Filmografia selecionada
- 1919: Prinz Kuckuck
- 1920: Die Benefiz-Vorstellung der vier Teufel
- 1920: Der Januskopf
- 1920: Weltbrand
- 1926: Der Abenteurer
- 1929: Der Sittenrichter
- 1929: Der Zigeunerprimas
- 1930: Das Lied ist aus
- 1931: Berlin – Alexanderplatz
- 1932: Das Blaue vom Himmel